# Mihailo Vujić

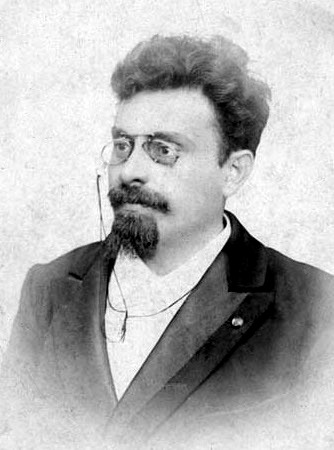
Mihailo Vujić

Mihailo Vujić (en serbio cirílico: Михаило Вујић, 26 de octubrejul./ 7 de noviembre de 1853greg.-Belgrado, 1 de marzojul./ 14 de marzo de 1913greg.) fue un político serbio que fungió como primer ministro del país entre el 23 de marzojul./ 5 de abril de 1901greg. y el 4 de octubrejul./ 17 de octubre de 1902greg..

## Primer ministro
Encabezó un gabinete de coalición Radical-Progresista prorruso que trató de pactar con Bulgaria el reparto de Macedonia. Del mismo modo que los intentos de acuerdo anteriores, este también fracasó: Sofía prefería mantener intacta la región y otorgarle autonomía —con el objetivo final de anexionársela por completo—, mientras que Belgrado abogaba por la partición del territorio.
Mejoró las relaciones con Montenegro a pesar de las malas relaciones del rey Alejandro con la casa real montenegrina, que pronto las hicieron empeorar nuevamente.
Tuvo que enfrentarse además a la creciente hostilidad de Austria-Hungría, que desencadenó una campaña de prensa hostil al país. En julio de 1901, Viena comenzó a restringir el comercio bilateral, tradicional medida de presión hacia Serbia y mantuvo las medidas restrictivas hasta junio del año siguiente. La desconfianza de Viena hacia el rey hicieron fracasar los intentos del Gobierno de Vujić de mejorar las relaciones entre los dos países.
Los choques entre serbios y albaneses otomanos complicaron las relaciones diplomáticas con Constantinopla. Su Gobierno contó, no obstante, con el apoyo ruso en sus reclamaciones al Gobierno otomano acerca de los desmanes contra la población serbia otomana.
Poco después de su formación, el Gobierno aprobó una nueva Constitución que el monarca refrendó días más tarde. Esta nueva Constitución, más liberal que la anterior, no satisfizo a los partidarios del gobierno democrático.
Las elecciones de julio de 1901 dieron un amplio triunfo —ochenta y ocho de los ciento treinta diputados y diecisiete de los dieciocho senadores electos— a los Radicales, pero su poder quedó moderado por el rey, que impuso la mayoría Progresista en el gabinete surgido de las votaciones. Tras varias crisis gubernamentales, Vujić dio paso a otro efímero Consejo de Ministros de coalición en octubre de 1902.